# Südseeschnäpper
Die Südseeschnäpper (Petroicidae), oft auch einfach Schnäpper genannt, sind eine artenreiche Familie in der Ordnung der Sperlingsvögel (Passeriformes). In dieser Familie gibt es 19 Gattungen und 41 Arten (Stand 2022). Die systematische Stellung der Schnäpper ist ein aktueller Forschungsgegenstand. Wahrscheinlich erscheint nach heutigem Forschungsstand (2019) eine basale Stellung innerhalb der Passerida-Gruppe der Singvögel.
Verbreitet sind sie überwiegend in Australasien und bewohnen Wälder und bewaldete Gebiete. Die meisten Arten haben einen kurzen Schwanz, im Verhältnis zum Körper einen großen, runden Kopf und abgerundete Flügel. Sie ernähren sich neben Sämereien meist von Insekten. Ihre napfförmigen Nester legen sie in Astgabeln auf Bäumen oder in Büschen an.
Die Schnäpper sind nicht zu verwechseln mit den auch in Europa verbreiteten Fliegenschnäppern (Muscicapidae), mit denen sie nur entfernt verwandt sind.

## Gattungen und Arten

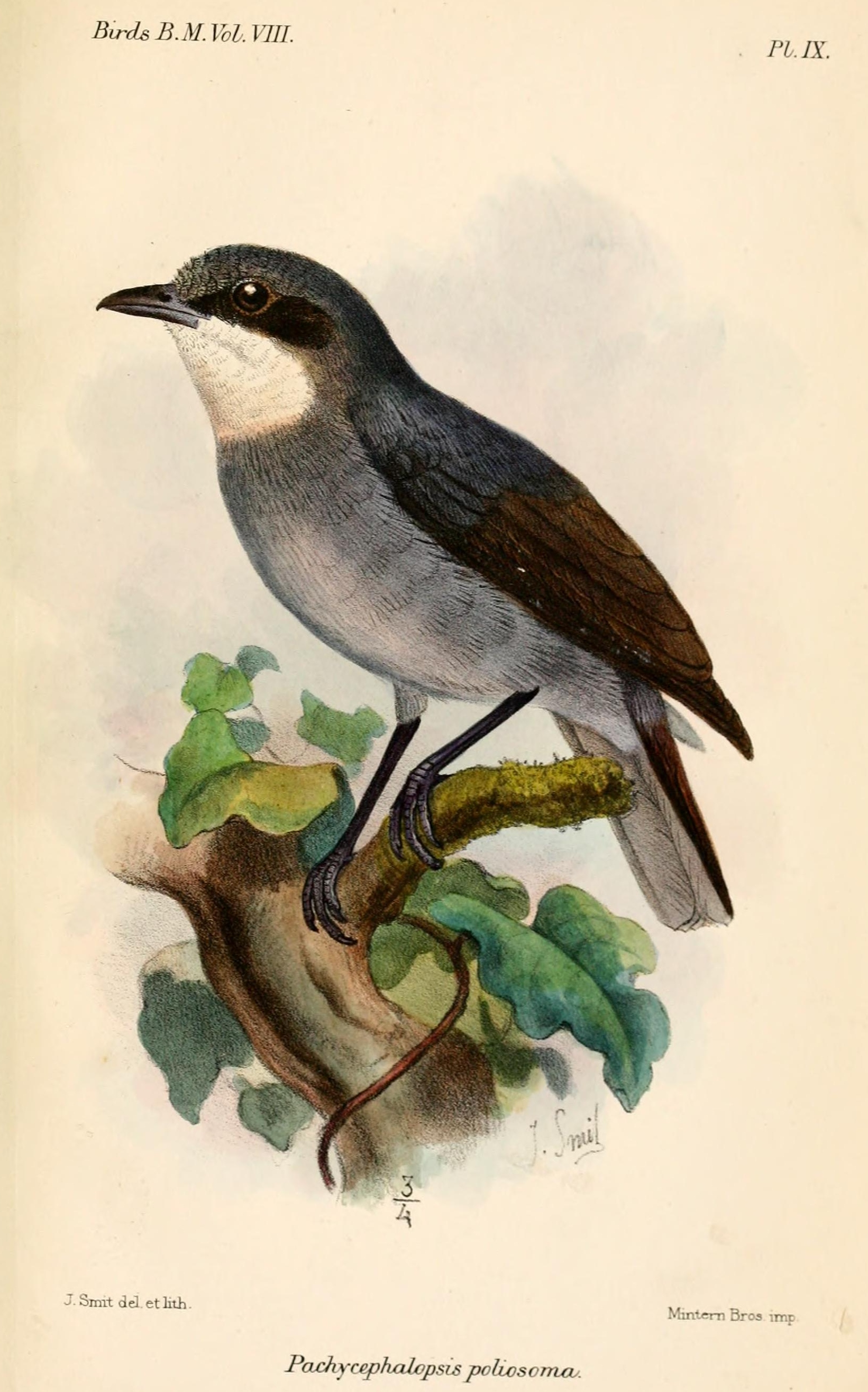
Weißkehl-Dickichtschnäpper (Pachycephalopsis poliosoma)

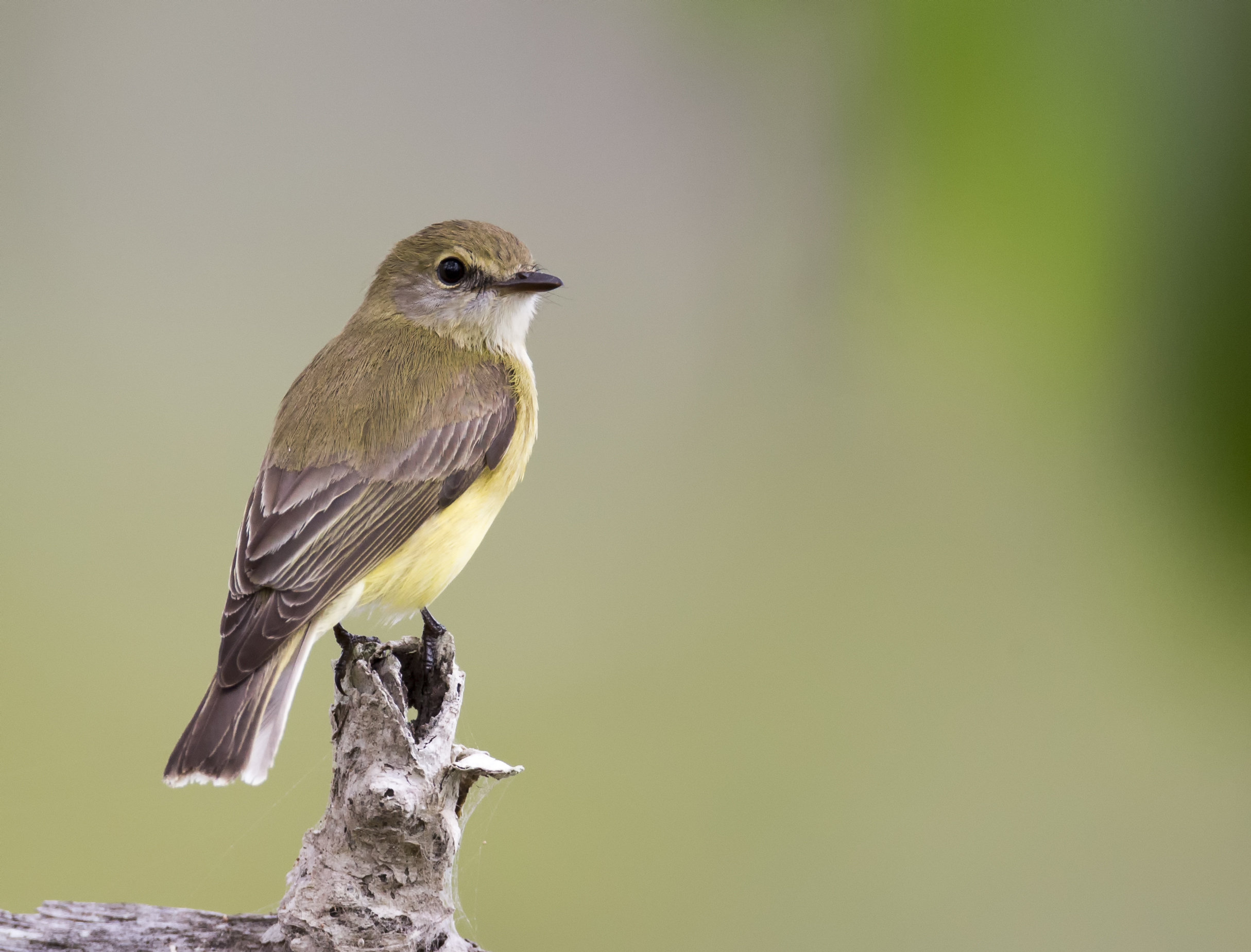
Gelbbrustschnäpper (Microeca flavigaster)

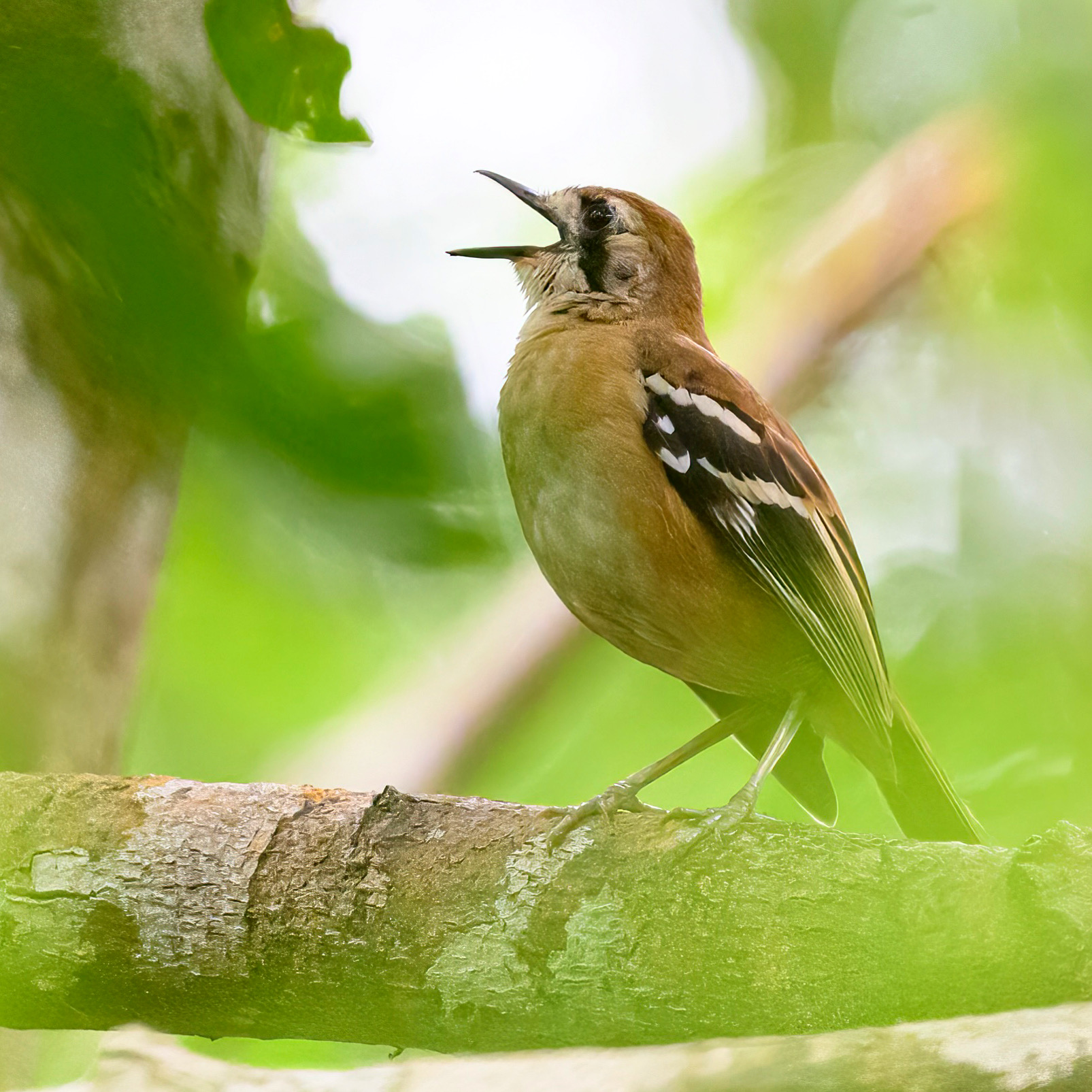
Augenstreif-Scheindrossel (Drymodes superciliaris)

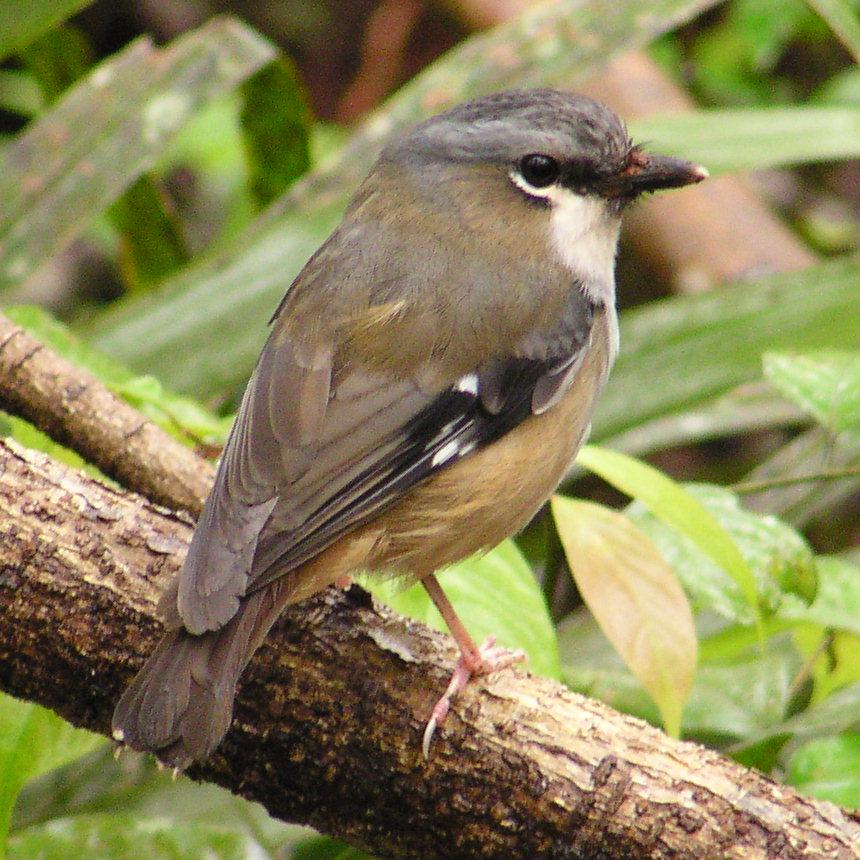
Farnschnäpper (Heteromyias albispecularis)

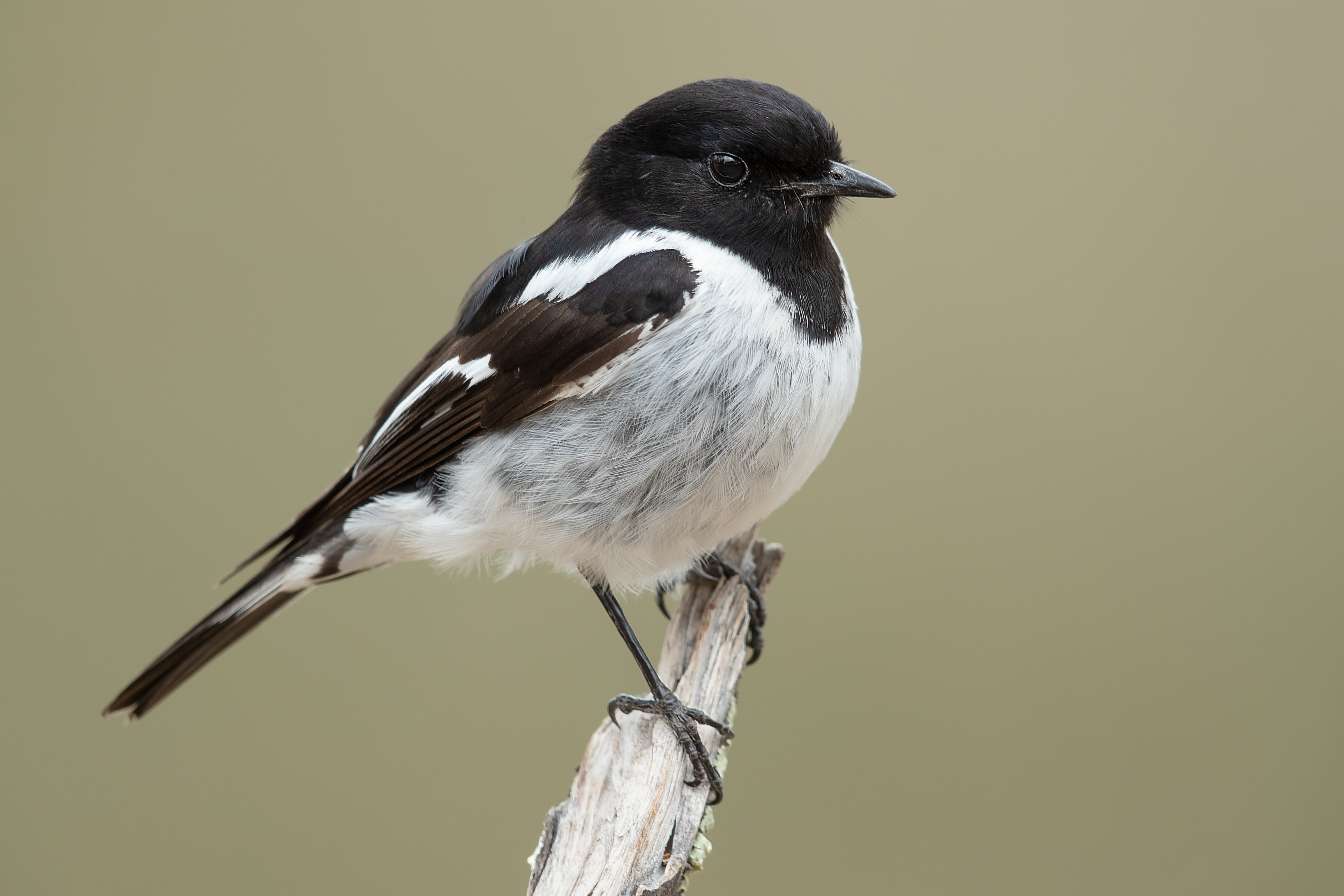
Schwarzkopfschnäpper (Melanodryas cucullata)

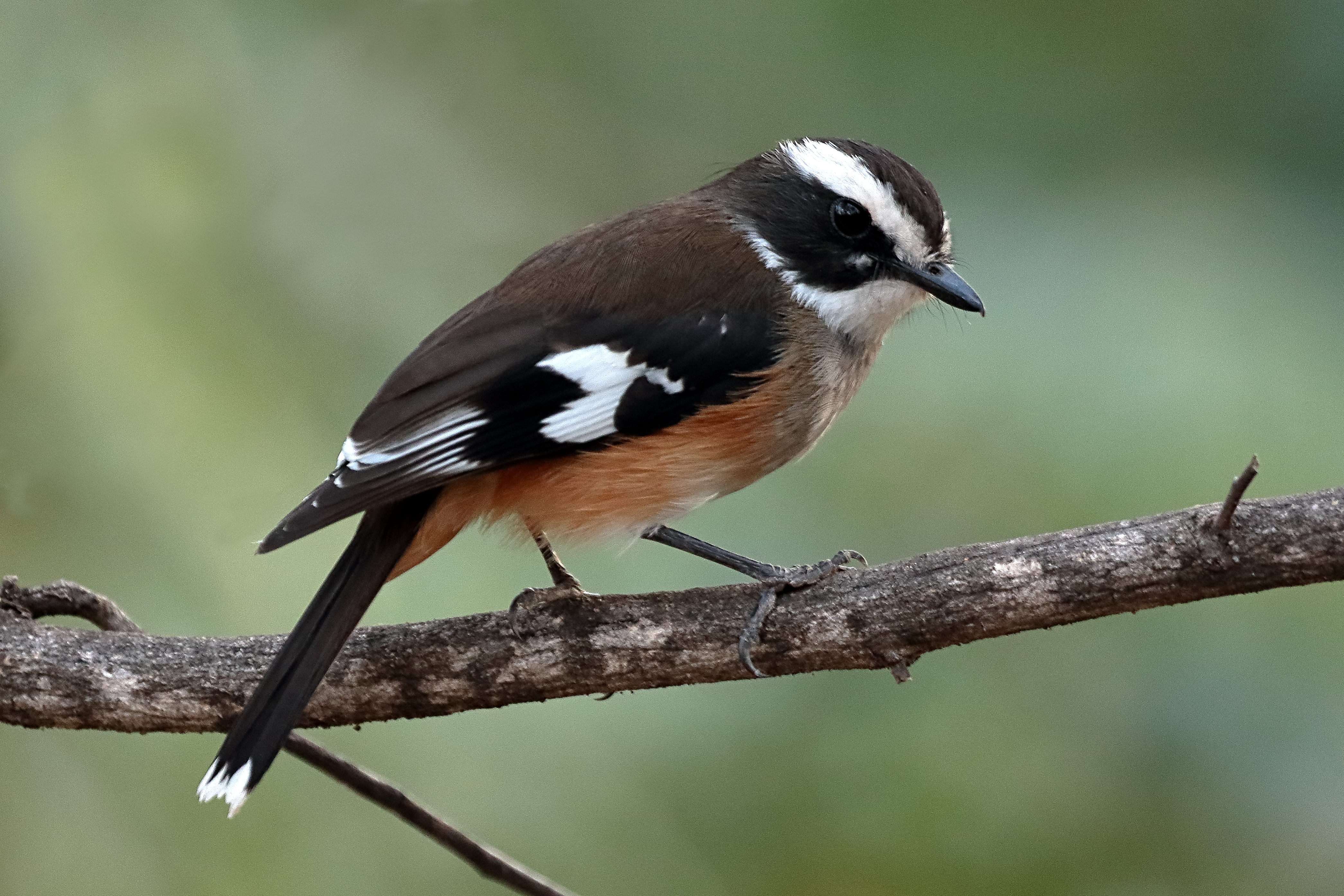
Isabellflankenschnäpper (Poecilodryas cerviniventris)

Die folgende Liste gibt die in der aktuellen Liste der International Ornithological Union aufgeführten Gattungen und Arten wieder. Die Gattungen können nach Christidis et al. in sechs Unterfamilien aufgeteilt werden.
Amalocichlinae
- Amalocichla
  - Große Pittadrossel (Amalocichla sclateriana)
  - Kleine Pittadrossel (Amalocichla incerta)

Pachycephalopsinae
- Pachycephalopsis
  - Grünrücken-Dickichtschnäpper (Pachycephalopsis hattamensis)
  - Weißkehl-Dickichtschnäpper (Pachycephalopsis poliosoma)

Petroicinae
- Eugerygone
  - Blutrückenschnäpper (Eugerygone rubra)
- Petroica
  - Langbeinschnäpper (Petroica australis)
  - Flammenbrustschnäpper (Petroica phoenicea)
  - Maorischnäpper (Petroica macrocephala)
  - Chatham-Schnäpper (Petroica traversi)
  - Rosenbrust-Schnäpper (Petroica rodinogaster)
  - Rosenschnäpper (Petroica rosea)
  - Rotstirn-Schnäpper (Petroica goodenovii)
  - Scharlachschnäpper (Petroica boodang)
  - Südsee-Scharlachschnäpper (Petroica multicolor)
  - Felsenschnäpper (Petroica archboldi)

Microecinae
- Microeca
  - Gelbbrustschnäpper (Microeca flavigaster)
  - Tanimbarschnäpper (Microeca hemixantha)
- Monachella
  - Uferschnäpper (Monachella muelleriana)
- Kempiella
  - Gelbfußschnäpper (Kempiella griseoceps)
  - Aruschnäpper (Kempiella flavovirescens)
- Devioeca
  - Papuaschnäpper (Devioeca papuana)
- Cryptomicroeca
  - Gelbbauchschnäpper (Cryptomicroeca flaviventris)

Drymodinae
- Drymodes
  - Augenstreif-Scheindrossel (Drymodes superciliaris)
  - Malleescheindrossel (Drymodes brunneopygia)

Eopsaltriinae
- Eopsaltria
  - Goldbauchschnäpper (Eopsaltria australis)
  - Graumantelschnäpper (Eopsaltria griseogularis)
- Quoyornis
  - Weißbrustschnäpper (Quoyornis georgiana)
- Heteromyias
  - Farnschnäpper (Heteromyias albispecularis)
- Gennaeodryas
  - Olivbandschnäpper (Gennaeodryas placens)
- Melanodryas
  - Schwarzkopfschnäpper (Melanodryas cucullata)
  - Tasmanschnäpper (Melanodryas vittata)
- Peneonanthe
  - Mangroveschnäpper (Peneonanthe pulverulenta)
- Peneothello
  - Fahlbauch-Dickichtschnäpper (Peneothello cryptoleucus)
  - Schieferdickichtschnäpper (Peneothello cyanus)
- Poecilodryas
  - Augenstreifschnäpper (Poecilodryas superciliosa)
  - Halsfleckenschnäpper (Poecilodryas albonotata)
  - Isabellflankenschnäpper (Poecilodryas cerviniventris)
  - Olivbandschnäpper (Poecilodryas placens)
  - Schwarzflankenschnäpper (Poecilodryas hypoleuca)
- Tregellasia
  - Fahlgesichtschnäpper (Tregellasia capito)
  - Weißgesichtschnäpper (Tregellasia leucops)